# La muerte del decano
La muerte del decano es un libro de Gonzalo Torrente Ballester, escrito en 1992.

## Resumen
El Decano de la facultad de letras de la universidad gallega acaba de morir en circunstancias poco claras. Todos los indicios que rodean el suceso hacen pensar que se trata de un asesinato, y el principal sospechoso es un discípulo y colega del profesor. La causa del crimen sería pasional. El decano estaba enamorado de la esposa de su discípulo y este, víctima de los celos, habría acabado con la vida del profesor. Pero las pruebas no se sostienen y se empieza a barajar la idea de suicidio. Sin embargo, el fuerte carácter y la personalidad del Decano no concuerdan con la de un hombre desesperado hasta ese límite.
La obra está dedicada a sus nietos Josefina y Rodrigo, y a su biznieta Clara.